# STVファイターズLIVE
『STVファイターズLIVE』（エスティーブイファイターズライブ）は、STVラジオが放送しているプロ野球中継番組である。北海道日本ハムファイターズ戦を中心に中継している。

## 概要
- 火 - 金曜日のファイターズ戦のナイターを中心に試合終了まで完全実況生中継。従前より土曜日のデーゲームは『日高晤郎ショー』が絶対最優先だったために放送していなかったが、2010年4月 - 2016年10月までは日曜日も通常のワイド番組[1]と、同番組に内包の競馬中継を優先するため、ファイターズのデーゲームが予定されている場合でも、NRN（全国ラジオネットワーク）独占カードである「ヤクルト対日本ハム」を除いて原則として放送しなくなり（後述）、2010年の日曜デーゲーム中継は3月21日の開幕2戦目と、9月26日に行われる札幌ドーム最終戦（15:00試合開始）[2]のみとなった。また、10月の消化試合も中継しなかった年があった。
- 2011・2012・2014年は公式戦のデーゲーム中継はなく、クライマックスシリーズや日本シリーズのデーゲーム中継も行わなかった。しかし、2013年6月9日に「ヤクルト対日本ハム」が日曜デーゲームとなったため、2年半ぶりにデーゲーム中継を行った。2015年は土・日曜以外の日本ハム主催試合限定でデーゲーム中継を再開したが、わずか1年で2014年以前の状態に戻っている。ただし、土・日曜デーゲームに関しては、STVテレビで放送する試合が年に何回かある[3]。
- 2017年から2020年までは、ファイターズ戦全試合を試合終了まで中継。土・日曜日にデーゲームが組まれる場合には、自社の生ワイド番組へ内包する方式で中継を実施していた。2021年には、後述する編成上の事情から、土・日曜日の中継（デーゲーム・ナイターを問わず）、ならびに平日開催時のデーゲーム中継を再び見送る方針を打ち出している。

## 番組名の遍歴
- 1963年（昭和38年） - 1969年（昭和44年）：「STVラジオナイター」（エスティーブイラジオナイター）、「○曜ナイター」（○ようナイター）などと呼んでいた。
- 1970年（昭和45年） - 2015年（平成27年）：「STVアタックナイター」（エスティーブイアタックナイター）
- 2016年（平成28年） - 現在：「STVファイターズLIVE」：平日ナイトゲーム実施日、土曜日・日曜日（デーゲーム・ナイトゲーム共通）、「STVファイターズLIVEスペシャル」：平日（祝日含む）デーゲーム実施日・ファイターズ主催のオープン戦・ファイターズがクライマックスシリーズ・日本シリーズの進出のみ

2004年（平成16年）に日本ハム戦の放送が始まった後も、日本ハムが関与しない試合については従来通り『STVアタックナイター』のタイトルが使われたが、2015年の『アタックヤング』終了に伴い『ファイターズLIVE』のタイトルに統一された。

## 歴史
現在こそ日本ハム戦を中心に据えた体制となっているが、日本ハム戦においては長く競合の北海道放送（HBCラジオ、『ファイターズナイター』）の後塵を拝してきた。全試合放送が実現した2017年（平成29年）シーズン以降も、毎年のように体制が変化している。
2003年以前
『アタックナイター』時代の放送開始から2003年（平成15年）までは北海道に多くファンがいた読売ジャイアンツ戦を中心に放送していた（原則として火 - 金曜はニッポン放送、土・日曜は文化放送発のNRN全国中継本番カードをネット受けしたが、火・土・日曜の巨人主催試合は一部ラジオ日本からネット受け＝後述）。札幌ドームが開業した直後の2001年から2002年頃には、巨人主催以外のプロ野球の試合はNRN全国放送にならない限り放送されなかったが、放送される場合はSTVからリポーターを送った。
1975年（昭和50年）当時は月・金曜を除く毎日放送していた。
2004・2005年
2004年より北海道日本ハムファイターズ戦中継を開始したが、札幌ドームや東京ドームで日本ハムの試合があった場合でも、巨人戦を優先して多く中継していた。そのため、日本ハム戦が未放送となる試合もいくつか存在していた。一方で、日本ハム戦も含めた「マンデー・パ・リーグ」のNRN中継のネット受けは継続し、札幌ドームでの日本ハム戦が本番カードとなった場合は、中継を各ネット局向けに制作していた。
2006年
2006年からは、火 - 金曜は日本ハムの試合をメインに、土曜と日曜は巨人・ヤクルトの試合をメインに中継していた（ビジター戦は、巨人戦を中継）。一方で「マンデー・パ・リーグ」の廃止に伴い、月曜は原則として中継なしとなった。
この間の日本ハムのビジター中継は主催側の放送局で本番カードとして放送している場合のみネット、主催試合であっても東京ドームで開催された試合の一部はニッポン放送制作の裏送りでネットしていた（2011年から再開）。このため、対西武・ロッテ・オリックス戦はほとんど放送されず、対楽天戦もTBCがJRNラインを取る曜日は放送されなかった。セ・パ交流戦も対横浜戦は試合日程によっては放送されず、対広島戦もRCCがJRNラインを取る曜日は2012年まで放送されなかった。NRN独占カードである対ヤクルト戦についても、2006年は全国放送カードとならなかったため未放送となり、HBCに放送権を譲渡していた。
2007・2008年
2007年より日本ハム戦中継時に限り「STVアタックナイター・ファイターズスタジアム」として放送することになり、それまで原則実施していなかった日曜デーゲームも「STVラジオ・ファイターズスタジアム」として原則中継するようになる（中央競馬実況中継による中断あり）。さらに、同年と2008年は平日ビジターゲームや日曜デーゲームの日本ハム戦の中継数も増加させ、月曜も「STVアタックナイタースペシャル」として日本ハム戦に限定して中継を再開した。
この2年間のビジター中継は原則自主制作とし、セ・パ交流戦も現地にスタッフが乗り込んで中継していた（一部他局のネット受けや自社制作でもリポーターは現地系列局が担当する場合あり）。一方、聴取率調査週間以降8月までは、2006年まで同様に一部のビジター試合の中継はなかった。
なお、土曜デーゲームは『日高晤郎ショー』が絶対的優先だったため引き続き中継しなかった。さらに、平日（祝日も含む）のデーゲームもワイド番組優先のため、原則として中継しなかった。いずれの事例でも北海道外のNRN各局がビジターゲームとして中継する場合は、裏送りや技術協力を行った。
2009年
経費削減の影響により、道外開催試合の自社制作は東京ドームでの日本ハム主催試合（ニッポン放送から裏送りの場合あり）と、セ・パ交流戦のビジターゲームの対巨人戦・対ヤクルト戦で行われる程度となり、それ以外のビジターゲームは2006年までと同様に、主催側の放送局で放送している場合のネット受けのみとなった。日曜デーゲーム中継は引き続き継続。
2010年
この年より、日曜は原則として文化放送からのネット受けを行わず、月曜同様の「STVアタックナイタースペシャル」扱いとして日本ハム戦がある場合のみ中継放送する。一方、日曜の新ワイド番組「Yo!Hey!サンデー!」の開始に伴い、日曜デーゲーム中継はこの年より原則として行われなくなり、デーゲームの定期的な中継は一旦廃止された。
2011年
日本ハム戦中継タイトルを「STVアタックナイター ぞっこんファイターズ中継」（ナイターオフ編成時は「STVラジオスポーツスペシャル ぞっこん!ファイターズ中継」）に変更。
放送体制自体は前年に準ずるが、東京ドームでの日本ハム主催ゲームは昨年までの乗り込みの自社制作から在京局（ニッポン放送または文化放送）からの裏送り（NRN本番カード昇格の場合あり）に戻された（解説者のみSTVから派遣される場合あり。ビジターの場合は主催側に左右される）。
2012年
放送体制自体は基本的に前年のものを踏襲するが、この年のみ通常番組優先のため、公式戦期間の日曜ならびに月曜は日本ハム戦有無に関係なく中継を一切行わなかった。ただし、クライマックスシリーズや日本シリーズについては、ナイターであれば日曜・月曜であっても中継した。
2013・2014年
2013年は前年までの縮小傾向から一転して「ファイターズ公式戦はナイターゲーム全試合中継」を宣言（同年2月16日、「ぞっこん!ファイターズ」で発表）。背景として2012年12月に行われた聴取率調査でSTVラジオは長年他局に譲らなかった全日平均首位をHBCラジオに奪われたことがある。これにより、前年見送られた「STVアタックナイタースペシャル」としての日曜・月曜の日本ハム戦ナイターの中継が再開されるほか、以下の試合が4年ぶりに放送された。
- 楽天主催ゲーム（火曜日）
- ロッテ主催
- 西武主催
- オリックス主催

なお、上記のビジターゲームは自社制作、ネット受け、系列局委託による裏送りのいずれかになる。また、デーゲーム中継は引き続き、交流戦の対ヤクルト戦（この年は土・日曜に開催され、日曜のみ自社制作）を除いて行わない。
加えて、火曜の広島主催もRCCからの裏送りで放送された（2013年は雨天中止。予備日復活も火曜日に組まれたが、この日は1試合のみだったためNRN全国ネットだった）。
またナイターオフ編成時の中継は長年「STVラジオスポーツスペシャル」として放送されていたが、2013年度は「STVアタックナイタースペシャル ぞっこん!ファイターズ中継」として放送される。
2015年
2015年は日本ハム戦中継タイトルを「ぞっこん!ファイターズライブ」に変更と同時に月〜金曜の17:45から直前情報番組「STVアタックナイター エクスプレス」がスタートした。また、デーゲーム中継も土・日曜以外の日本ハム主催試合（祝日ならびに道内での地方開催）に限り再開した。
- ナイター → STVアタックナイター ぞっこん!ファイターズライブ（STVアタックナイタースペシャル ぞっこん!ファイターズライブ）
- デーゲーム → STVラジオ ぞっこん!ファイターズライブ

土・日曜のデーゲーム中継は引き続き行われないが、土曜については『ぞっこん!ファイターズ The NEXT』で自社およびNRN各局（関東は主にLF）による報道素材録音およびビジター側のローカル中継からデーゲームの実況ハイライトを流すことがあった。
2016年
この年からタイトルの由来となっていた深夜の自社制作番組『アタックヤング』の放送終了に伴い、1970年（昭和45年）から使ってきた『アタックナイター』のタイトル使用を取りやめ、現行の『ファイターズLIVE』に改めた。
その一方で、同年から開始された平日のワイド番組「まるごと!エンタメ〜ション」を優先する方針と、スポーツアナウンサーの人員不足から、土・日曜以外の日本ハム主催デーゲーム中継はわずか1年で廃止され、「ヤクルト対日本ハム」以外のデーゲームは一切中継しない方針に戻った。また、同年はセ・パ交流戦で6月16日中止分の「DeNA対日本ハム」が6月20日が順延されたが、月曜の定時番組編成との調整がつかず中継が見送られ、当該シーズンにおける「ファイターズのナイターゲーム全試合中継」は断念された。また、ホームページから『ファイターズのナイター全試合中継』の文言も削除された。
2017 - 2020年
2017年2月1日付けをもって、2017年シーズンは『北海道日本ハムファイターズ公式戦・全試合実況中継』という方針がSTVラジオから発表された。それに先駆けファイターズ関連番組のMC、ベンチリポートをしてくれる「ファイターズパーソナリティ」を募集した。
これにより、土曜日の『晤郎ショー』→『日高晤郎フォーエバー』は13:50までを基本とした短縮放送。デーゲームの中継は13:50 - 18:00を基本として生放送されるスポーツ番組『GO!GO!サタデー』へ、日曜日の『喜瀬ひろしの楽楽日ようび』（2018年度より『GO!GO!サンデー』）もデーゲーム中継のみフロート番組として放送を行う。
ナイターについては、2016年まで、土曜に限り日本ハム戦の開始時間にかかわらず、NRNナイターのネット、または文化放送あるいは自社制作の予備番組を放送し、日曜は日本ハム戦ナイター（薄暮含む、以下同文）のみで、デーゲームは定時番組となっていたが、2017年から土・日曜とも日本ハム戦ナイターのみとし、デーゲームは定時番組の編成となった。2019年度はHBCの『ファイターズDEナイト!』に倣うかのように新設された『スーパーLIVE』への内包となった。
2020年は全試合中継を維持しつつも、月曜ナイターの延長オプションを廃止している。
2021年 -
2020年まで4シーズンにわたって日本ハムのデーゲーム中継を放送してきた土・日曜の日中と夜間の時間帯に、4月から通年の生ワイド番組（日中は土曜にオフシーズンから継続の『明石のいんでしょ大作戦!』、日曜は『イイ加減にしろっぷサンデー』、夜間は『MUSIC★J』）を編成。祝日を含む平日（祝日以外では釧路市民球場・帯広の森野球場など）に開催されるデーゲームも日本ハム主催分を含めて中継しない（最初の実例は4月29日〈木曜〉の対ソフトバンク戦ビジターゲーム〈2020年以前であれば九州朝日放送からネット〉）。このように「日本ハム戦全公式戦完全生放送」の方針をひとまず休止し、さらに後述の通りオールスターゲームを含む土・日・月曜ナイターの放送を休止（これによりSTVラジオでのプロ野球放送はファイターズ戦有無にかかわらず火〜金曜のナイターに限定され、デーゲーム、並びに週末と月曜の放送からは事実上完全撤退したことになる）したことによって、北海道ローカル向けの中継体制は事実上2016年以前よりもさらに縮小される形になった。
また、長年続けられた最終戦までの中継も取りやめとなり、2021年は10月21日の対ソフトバンク戦を以って、5試合（うち平日開催2試合）を残して中継を打ち切った。2023年も、ナイターオフ編成を優先させるため4試合を残し中継を終了した。
背景には日本ハムの近年の成績不振やパ・リーグTV、DAZNなどの動画配信の普及に伴う聴取率低迷（2019年8月の調査でJFN系列のAIR-G'が初めて全日聴取率1位を獲得した）、新型コロナウイルス感染拡大によるラジオを取り巻く状況の大きな変化、加えてSTVラジオ特有の事情として土・日曜デーゲームは中央競馬中継に伴う中断のため完全中継ができないこと、そして生ワイド番組の強化により2020年12月の聴取率調査で7年ぶりに1位を奪還したことが影響している。
一方、サッカーJ1リーグ・北海道コンサドーレ札幌のホームゲームの中継を、土・日曜に不定期で行うようになった（最初の実例は9月26日〈日曜〉の対サンフレッチェ広島戦デーゲーム）。
なお、2024年以降の編成や、日本ハム主管のオールスターゲームがエスコンフィールドHOKKAIDO（札幌ドームから2023年に移転）で土・日曜に開催された場合の対応については不確定要素であることから明言されていない。
ラジオ中継の縮小後も、親会社の札幌テレビでは、HBCテレビ・北海道テレビ・NHK札幌放送局とともに土・日曜デーゲームの中継を継続している。
ただし、日本ハムのホームゲームが土・日・月曜や祝日を含む平日の午後に北海道内で開催される場合でも、裏送り向けの中継制作やニッポン放送・文化放送向けの報道素材収録は継続。収録した実況音源が『ショウアップナイタープレイボール』（ニッポン放送）で随時放送されるほか、対ソフトバンク戦では平日に限りKBCラジオへ、対中日との交流戦では東海ラジオへの裏送り方式で中継を制作する。その一方で、日本ハム戦が最初から組まれていない（またはデーゲーム時）の平日には、4月1日（木曜日）の中日対巨人ナイトゲーム中継（東海ラジオ制作）を皮切りに、NRNナイター他カードや雨傘番組『ナイタースペシャル』のネット受けを再開している。
なお、日本ハムのナイトゲームが土・日曜日に開催される場合（2021年の週末のナイターでの主催試合は6月26日の静岡県営草薙球技場での対ロッテ戦、7月3・4日の沖縄セルラースタジアムでの対ソフトバンク戦、10月2日の札幌ドームでの対西武戦のみで、他はビジター開催）については、土曜日に自社制作かつNRNナイター本番に指定された場合を除いて放送を行わないことになり、7月17日（土曜）開催のオールスターゲーム（楽天生命パーク宮城・東北放送制作裏送り）についても放送しなかった。2024年6月15日の対巨人戦は前述の例外ケースにあたるため、後述のように山口放送との2局ネットで中継を行う。また、水〜金曜のうちデーゲーム開催時ならびに月曜日の日本ハム対楽天のデーゲームの東北放送向けの担当もHBCラジオへの振り替えが実施されている。
そのほか、NRN独占カードであるヤクルト対日本ハム戦については、後述のようにデーゲームや土・日の開催になった場合も、通常番組を休止して中継を実施する。
2021年シーズンは新型コロナウイルス感染拡大防止措置として首都圏開催ナイター（のちに中京圏も）の試合開始時間が繰り上げられたが、STVは独占放送となるヤクルト戦のみ17時25分放送開始に繰り上げたのを除けば通常通りの放送時間を維持され、試合冒頭が放送されなくなった。なお、札幌ドームのナイターは従来通り18時開始のため、自社制作分の冒頭が裏送りになるケースは発生しない。
2024年
2024年は一部方針を変更し、6月8日（土曜日）・9日（日曜日）のデーゲームをSTVラジオに優先権があるヤクルト主催の日本ハム戦という事情から特例で中継する他、7日（金曜日）のナイターを含めニッポン放送の制作協力により全試合自社制作を実施。いずれも解説者、アナウンサー（2名）を神宮球場の現地に派遣し、自社乗り込み放送を行った。一方のHBCラジオはデーゲームも含めて裏カードを編成し、7日・8日はDeNA対ソフトバンク戦（RKB毎日放送制作・2局ネット）を、9日は中日対楽天戦（CBCラジオ制作・東北放送との3局ネット）を放送する。ただし従来通りナイターオフ編成優先のため、最終戦までの中継は行わず、9月26日の中継をもって終了した。
さらに日本ハムがレギュラーシーズン2位となり、2018年以来のクライマックスシリーズ進出、並びファーストステージで本拠地エスコンフィールドHOKKAIDOでの開催が決定したことから、3連休のデーゲーム開催となるファーストステージ第1戦・第2戦・第3戦の中継を『STVラジオ スポーツスペシャル クライマックスシリーズ 実況中継』として実施。なお、ファイナルステージについても、『STVラジオ スポーツスペシャル クライマックスシリーズ 実況中継』として実施したが、いずれの試合もKBCラジオのネット受けで放送した。
2025年
2025年のオープン戦のうち、3月21日のヤクルト戦のみ中継したが、ホームゲームにも関わらずHBCラジオでは中継しなかったためラジオ独占放送となった。

## ネットワーク
NRN単独加盟局のため、NRNナイターの北海道地区担当となっている。このため、JRN・NRNクロスネット局である競合のHBCラジオ（『ファイターズナイター』）は、2017年まではJRNの全国中継にのみ参加、2018年以降は原則NRN全国中継非参加局同士で連携を組んでいる。いずれも特記ない場合、デーゲームは2016年時点では原則放送しなかった。自社で放送しない場合も、NRN加盟局（主に単独加盟のSF・KBC）への裏送りや技術協力は行う。なお、クライマックスシリーズ期間のデーゲームは文化放送に系列局への配信を委託していたが、2016年には文化放送が中継しなくなったため、ビジターとなるKBCは自社制作で対応した。

### 制作担当局
| 主催球団／曜日               | 月     | 火・水・木 | 金     | 土・日       | 土・日     |     |
| 主催球団／曜日               | 月     | 火・水・木 | 金     | ナイトゲーム | デーゲーム |     |
| ---------------------------- | ------ | ---------- | ------ | ------------ | ---------- | --- |
| 基本系列                     | NRN    | NRN        | NRN    | NRN          | NRN        | NRN |
| 日本ハム                     | STV    | STV        | STV    | STV          | STV        |     |
| 楽天                         | TBC    | TBC        | TBC    | TBC          | TBC        |     |
| 西武                         | QR(LF) | QR(LF)     | QR(LF) | QR(LF)       | QR(LF)     |     |
| 巨人・ヤクルト・DeNA・ロッテ | LF     | LF         | LF     | QR(LF)       | QR(LF)     |     |
| 中日                         | SF     | SF         | SF     | SF           | SF         |     |
| オリックス・阪神             | ABC    | MBS        | ABC    | ABC          | MBS(ABC)   |     |
| 広島                         | RCC    | RCC        | RCC    | RCC          | RCC        |     |
| ソフトバンク                 | KBC    | KBC        | KBC    | KBC          | KBC        |     |

1. ↑  火曜日の場合、TBCは自社放送分をJRNネットとするため、STVへは裏送りとなる。土・日曜についても「楽天対日本ハム」についてはデーゲーム・ナイターともTBCがHBCとの局間ネット（ナイターはLF-MBSライン予備兼用）を優先するため、HBCが自社制作等でTBCからのネット受けにならない場合を除いて裏送りとなる。
2. ↑  平日の「西武対日本ハム」については基本的に文化放送からのネット受けとなるが、NRN本番カード（予備からの昇格含む）になる場合はニッポン放送からのネット受けとなる。「日本ハム対西武」が東京ドームで行われる場合はニッポン放送が裏送りまたは技術協力を担当する。
3. ↑  土曜・日曜は原則として2016年まで自社での野球中継を行わなかったため、NRN本番である場合も含めて一部のカードを除いてSTVへは裏送りとなっていた。土・日曜は裏送り・自社制作時の技術協力を要員の関係でQRに代わってLFが担当する場合があったが（主にセ・パ交流戦期間中）、2017年からはほぼQRに一本化されている。またデーゲームについては2016年まで原則放送なしであるため関東2局へはナイター前座番組の素材送りのみとなっていたが、日曜日に開催するヤクルト主催の日本ハム戦となる時に限り、例外として放送する試合が存在した（土曜日開催の場合はLF技術協力でHBCが中継した）。
4. 1 2  LF・ABC・MBSともセ・リーグ球団の試合を優先するため、交流戦以外は裏送り供給となる試合が多い。
5. ↑  交流戦の対中日戦がナイターである場合は局間ネットする（デーゲームの場合は裏送り、または技術協力でSFが乗り込んで放送する場合がある）他、SFが中継できない「巨人対中日」デーゲーム時にSF向けに日本ハム主催試合を裏送り放送する可能性もあるが、セ・リーグの他カードを基本的に優先させているため、放送されるのはごくまれである（セ・リーグの他2試合がすべてナイターで、かつナイター時間帯に競艇中継を放送する場合など）。
6. ↑  原則として土・日のABCは阪神戦以外のカードは基本放送しない（ナイターで予め組まれているときの予備待機でSTV制作のものを放送することはある）が、交流戦においての阪神戦の日本ハム主催試合に限り、デーゲームでは裏送り、または技術協力でABCが乗り込んで放送する場合（この場合MBSはHBCと局間ネット、またはHBC技術協力によるMBS乗り込みとなる試合も）がある。また逆に阪神主催の場合はデーゲームをMBSの競馬中継の関係で、土曜日はMBS-HBC、日曜日はABC-HBCのネットで、または両日ともABC-HBCのネットで組み、MBSは土曜のみローカル放送、日曜は素材収録と延長戦対応とする場合がある。
7. ↑  2014年までの土・日曜、2017年までの月・火曜の場合、RCCは自社放送分でJRN系列局とのネットを優先するため、STVへは裏送りとなっていた（2017年までの時点でRCC技術協力でSTVが乗り込んだ実例がない）。また日本ハム主催で土・日のデーゲームとなる場合はHBC-RCCの局間ネットになる。JRNナイターが廃止され、RCCが基本的にNRNナイターの本線に参加した2018年以降の火曜日と、振替開催時の月曜日（任意ネット扱い）について、STVが本線ネットになり、HBCは裏送り受けとなる。

### 西武戦
- 文化放送（QR、『ライオンズナイター』） - 火～金の西武主催試合で自社での放送があり、LFがNRN全国中継本番にしない場合のみネット受け
- ニッポン放送（LF、『ショウアップナイター』） - 予備からの昇格を含むNRN全国中継本番として放送する場合

西武主催試合は文化放送がラジオ優先放送権と中継管理権を持っている関係で、もう一方のNRNキー局であるニッポン放送ではNRN全国中継本番（予備からの昇格を含む）として放送する場合を除き、自社で放送されることは殆どない。文化放送ライオンズナイターは2017年まではビジターも全試合乗り込みで完全自社放送（NRNナイターではないが、TBC・KBCは局間本番扱いでネット受けすることがある）だったため、STVではNRN全国中継本番に指定していない限り原則放送せず、月曜以外の曜日でライオンズナイターをネット受けした実績も無かった上、2012年は月曜ナイターすらネット受けしなかった。

ナイター全試合中継となった2013年から、平日の西武主催試合についてはTBC・KBCの様にライオンズナイターのネット受けとせずにニッポン放送発の裏送りを受けることにした。このスタイルがしばらく続いたが、2018年からは火～金曜の西武主催試合においてライオンズナイターのネット受けに切り替えられた。これに伴い、平日のSTVと文化放送のネット関係は西武主催試合の局間本番扱いのみとなり、西武以外の在京球団主催カード（東京ドームの日本ハム主催試合を含む）はニッポン放送の担当に統一された。また、当初ライオンズナイターのネット受けを予定していても、ニッポン放送の予備待機分がNRN本番に昇格した場合は、STVラジオではニッポン放送からのネット受けに、ライオンズナイターは文化放送のローカルに変更することが想定される（2021年5月20日の西武対ソフトバンク戦でのKBCラジオで実例あり）が、西武対日本ハム戦では実例が発生していない。
なお、平日の西武主催試合であっても、デーゲームやナイターオフ編成に伴い、ライオンズナイターの放送がない場合は、従前通りニッポン放送からの裏送りとした（文化放送はHBC向けの裏送りのみ制作する）が、文化放送が特別番組でデーゲームを放送した場合は、STVが文化放送からネット受け、HBCが土・日曜日に準じてニッポン放送からの裏送りまたは自社制作とする場合がある。
また、土・日曜日に実施したデーゲームの資料音源は、原則として文化放送ではなくニッポン放送がSTVへ提供していたが、中継を行うことになった2018年からは基本的にデーゲーム・ナイターともに文化放送からの裏送りに統一した。
- 文化放送がスペシャルウィーク期間の土曜日に自社向けに「ライオンズびいき」で日本ハム戦を放送し、NRNナイター本番カードを他カード（文化放送制作裏送りの在京球団主催カードか、系列局制作中継）とした場合の対応は、2018年8月4日の｢西武対日本ハム」で実施し、STVにもネットを行った。この日のNRN全国中継本番は文化放送制作裏送りの｢DeNA対広島」。

- 2011年は特例として、8月26日～28日の対西武戦を26日はニッポン放送から、27・28日は文化放送から裏送りで放送した（感謝週間 = スペシャルウィーク期間のため中継。また、唯一の屋内球場での開催となっていたため、要員の調整がしやすかったのも放送された理由に挙げられる）。

- 2020年（令和2年）9月24日はセ・リーグの試合が予定されていなかったため、ニッポン放送がNRN全国中継試合に｢西武対日本ハム」を指定した。同日はニッポン放送が自社での放送カードをTwitterの機能による投票で決める企画を発動し「楽天対ロッテ」（楽天生命パーク、中継はTBCパワフルベースボールのネット受け）に差し替えた[23]が、STVを含むNRN全国ネット（「ソフトバンク対オリックス」を放送したKBCを除く）ではこの企画に関係なく｢西武対日本ハム」をニッポン放送からの裏送りで放送し、HBCは文化放送発裏送りでファイターズ応援実況、文化放送も自社でライオンズナイターの放送を行った。

#### 文化放送ライオンズナイターへのその他対応
日本ハムの北海道移転以前の2001年から、移転後の2005年の月曜日は、NRNの一部系列局がマンデー・パ・リーグを中継したため、文化放送のほか、KBCラジオ、ABCラジオ制作の裏送り放送を西武戦を中心としてネット受けしたこともあった。
かつて札幌ドームで平日に開催された「日本ハム対西武」の場合、西武側のリポーターを文化放送のアナウンサーが担当していた（2018年以降は西武側への配置はない）。ただし、このカードが平日のNRN全国中継の時はニッポン放送からのレポーター派遣となる。またセ・パ交流戦の「日本ハム対巨人」をはじめ、NRN全国中継になった試合ではネットワークの曜日に準じてニッポン放送・文化放送からアナウンサー・専属リポーターを派遣されることが多いが、新型コロナウイルス感染拡大の影響を受けた2020年以降は、他局制作時を含めて長距離移動抑制や経費節減による要員削減などで派遣されない場合もある。
2018年からはTBSラジオの野球中継全国放送撤退と、それに伴う制作業務縮小（DeNA主催試合のJRN系列局からの委託制作と技術・制作協力のみ継続）の影響により、平日の東京ドーム開催の「日本ハム対西武」では、HBCまたは文化放送の制作でファイターズナイター・ライオンズナイターとしての局間ネットに切り替え、STVは従前通りニッポン放送からのNRN予備カードの裏送りまたは乗り込み自社制作での放送となった。同様に「ロッテ対日本ハム」が西武戦非開催時にライオンズナイターとして放送される場合も、HBCと文化放送が局間ネットを組み、STVはニッポン放送発の裏送り（NRN全国放送時は本番受け扱い）で放送となった。

### ロッテ・巨人・DeNA戦、および東京開催の日本ハム主催試合
- ニッポン放送（LF、『ショウアップナイター』）
- 文化放送（QR、『ホームランナイター』）

原則ニッポン放送は月〜金曜、文化放送とは土・日曜の試合でネット関係を結ぶ。
セ・パ交流戦期間中の対巨人戦については、ナイターで開催された場合はNRN全国ネット扱いでニッポン放送または文化放送（2018年まで）との局間ネットとなることが多い。ただし、平日にヤクルト主催試合の裏開催となった場合、ニッポン放送はそちらを全国放送にすることが年度によりあったため、日本ハム主催の場合は単独放送、巨人主催の場合はSTVが乗り込みの自社制作を行うことがあったが、2012年にニッポン放送での中継予定の無い月曜ナイター1試合は自社制作も含めて一切放送しないことになった。土・日の文化放送は2012年まで巨人戦を優先していたため概ね局間ネットとなることが多かったが、日曜が不定期放送となった2013年は、高額な巨人主催試合の放送権料の節減を兼ねてNRN全国中継を自社制作のヤクルト・DeNA戦や系列局制作中継とすることがあるため、2014年5月25日の「巨人対日本ハム」が週末ナイター開催となったが、文化放送からの裏送りの中継で放送した（2013年は平日開催）。2013年は5月19日の対巨人戦（札幌ドーム）がNRN全国中継カードとなり文化放送からも巨人側のリポーターが派遣されたが、STVラジオのみでの放送となった（日曜日はNRNナイターの定時ネット局がなく、文化放送は一部「注目カード」のみ放送としたため）。また、6月2日の対DeNA戦（旭川）もNRN全国中継カードとなっているが、同様にSTVローカルの放送となったうえに、文化放送はアナウンサーを派遣しなかった。

日本ハムとロッテ・DeNA・ヤクルトのいずれかの対戦は主催球団を問わずNRN在京2局で本番カードになることは日程の都合で当該カード1試合となった場合や、過去の巨人主催試合の放送権料節約によるヤクルト戦優先時などに限られるため、STVラジオ単独で放送されることが多い。この場合でも平日のロッテ・DeNA・ヤクルト主催時はニッポン放送が前田幸長など裏送り・経過送り中心の解説者や、首都圏在住のSTVラジオ解説者を投入して裏送りを兼ねた予備待機をすることが多い一方、東京ドームでの日本ハム主催時は後述のように対応が異なっていた。なお、平日の北海道での西武戦などにおける文化放送の自社制作時はSTVが技術協力を行っていたが、2018年からは文化放送の聴取率調査週間などを除き、北海道放送との局間ネットとすることが多くなった。
- なお、過去に巨人主催のデーゲームが北海道で開催された際の対応は、対広島戦の場合、中国放送は、ニッポン放送が中継を実施しない場合は、水 - 金曜日でも北海道放送技術協力によるTBSラジオ制作の中継をネット受けしていた一方、ヤクルト主催（2001年以前は大洋→横浜主催も）の道内デーゲーム時は、土・日曜でもLF制作の中継をネット受けしていた。また、横浜対中日戦では、CBCラジオがニッポン放送制作中継を特例でネット受けした例があった（これらニッポン放送制作NRN独占カードの技術協力はSTVラジオの場合と北海道放送の場合があった模様）。

- 2013年以降、ロッテ・DeNA主催試合は、東京ドームの日本ハム主催試合同様に、上記在京局からの裏送りで放送される。なお、土・日曜日に実施された該当試合（東京ドームの日本ハム主催試合を含む）のデーゲームの資料音源は、原則として文化放送ではなくニッポン放送がSTVラジオへ提供していたが、中継を行うことになった2018年からはデーゲーム・ナイターともに文化放送からの裏送りに統一した。

自社制作の場合は放送権や球場設備の関係により、平日の巨人主催試合は文化放送、週末のヤクルト主催試合はニッポン放送の技術協力になることがある（2013年に中継した神宮のヤクルト戦は文化放送の技術協力）。
- 東京ドームで開催の日本ハム主催ゲームは、STVラジオが自社乗り込みするか、ニッポン放送または文化放送に制作委託するかは年度により異なるが、2018年以降はニッポン放送の制作委託に統一される。STVラジオ乗り込みの場合、STVラジオの中継がそのままNRN予備扱いとなるか、ニッポン放送が別にビジターへの裏送りを兼ねた予備待機を行うかはその時々により異なる。なお、2017年までは月曜日に西武がビジターとして行われる場合には、『文化放送ライオンズナイター』のネット受けとなる場合があった。

- 1993年に巨人主催ゲームがNRNに再開放されてから横浜主催ゲームがJRNに再開放される前年の2001年まで、ニッポン放送-NRNが平日のナイター全国中継で、当時独占権を持っていたヤクルトまたは横浜の主催ゲームと、この両チームの対戦を優先して編成し、巨人と広島・中日の対戦（主催球団問わず）を予備カード扱いとすることがしばしば行われたが、この場合でも当時巨人ファンが多かった北海道地域の事情や、STVラジオと読売新聞の資本関係を考慮し、巨人主催時はニッポン放送がSTVラジオへの裏送りを実施し、対広島の場合は年度により水 - 金曜は中国放送との2局ネットとなった[25]。同様に中日主催時はSFとの2局ネットで、広島主催時は火曜は中国放送からの裏送り（中国放送はTBSラジオ-JRN-北海道放送向けを自社で放送）、水 - 金曜は中国放送との2局ネットで放送された。また、後述するようにRFラジオ日本からのネット受けに切り替える場合もあった。

- 2021年の「巨人対日本ハム」は6月4日は本来のニッポン放送制作によるNRNナイター全国放送指定カード[26]としてネット受けで放送されたが、同年から土・日曜日にSTVラジオがプロ野球中継自体の放送を見合わせるようになったため、前年度までであれば、文化放送裏送りのNRNナイター本番カード[27]として放送するところの6月5日の試合をSTVラジオでは放送しなかった（唯一プロ野球球団所在地以外で土曜NRNナイターを編成している山口放送のみ、文化放送からの裏送りで放送）[28]。
- 2024年の「日本ハム対巨人」は、6月15日（土曜日）にNRNナイター本番カードとしてSTVラジオが制作する。当初は山口放送への裏送りも想定されたが、特例として自社でも放送することになった。また、ニッポン放送は土・日曜に北海道放送との局間ネットが可能だが、聴取率調査期間のため乗り込みによる自社制作を実施する。

### 東京ヤクルトスワローズ主催・対日本ハム戦について
NRN独占ネットとなっているヤクルトの主催試合は、北海道ではNRN単独ネットのSTVラジオのみ放送することができ、STVラジオでも優先的に編成する。このカードに限っては、STVラジオは事前に独占放送する告知を行なう。また、2016年以前は土曜以外であればデーゲームも中継していた。
ただし、土曜日のデーゲームとして開催される場合をはじめ、STVラジオが自社の番組編成上中継を組んでいない場合に限り、JRNとNRNのクロスネットである北海道放送がニッポン放送の技術協力による自社制作で放送できる。ニッポン放送や文化放送が巨人戦を優先した場合は、2006年のみ北海道放送に放送権を譲渡し、STVラジオは巨人戦をネット受けした。2007年以降は、STVラジオが乗り込みの自社制作を行うか（この場合、ナイター時はSTVラジオ制作分がそのままNRN予備となるか、ニッポン放送や文化放送が別途予備待機をするかが随時異なる）、ニッポン放送または文化放送からの裏送りで対応するが、年度により平日のナイターとなった場合、ニッポン放送がNRN本番カードとして中継することあった。ただし、土曜デーゲームとなった場合は前述の理由で放送ができなかったため、北海道放送に放送権を譲渡していた（2007年・2011年・2013年が該当）。
2024年は特例で6月8日（土曜日）・9日（日曜日）のデーゲームを中継する他、7日（金曜日）のナイターを含めニッポン放送の制作協力により全試合自社制作を実施。いずれも解説者、アナウンサー（2名）を神宮球場の現地に派遣し、自社乗り込み放送を行った。一方のHBCラジオはデーゲームも含めて裏カードを編成し、7日・8日はDeNA対ソフトバンク戦（RKB毎日放送制作・2局ネット）を、9日は中日対楽天戦（CBCラジオ制作・東北放送との3局ネット）を放送する。

### 楽天戦
- 東北放送（TBCラジオ、『パワフルベースボール』）

TBCがNRNラインを取る月曜と水 - 金曜に局間ネットでの放送を行う。
火曜と土・日曜の一部はTBCがJRNラインとなるため（土・日は2010年からは番組販売扱い）、日本ハム主催試合はSTV単独放送。楽天主催試合はNRN全国放送カード（土・日の一部を除きTBC発裏送り）にならない限り、原則として放送はなかったが、JRNが全国放送を行わない2010年以降の土・日は、HBCが仙台への乗り込み自社制作を行った場合など、JRN各局がTBC発の中継をネットする予定がない場合に限り局間ネットでの放送も想定されていた（実際は後述の通り、裏送り再開後の2015年8月に発生）。2013年からはナイターであれば、該当曜日にもTBC制作のSTV向けの裏送りで放送される。
- 2010年代前半の通常デーゲームを行わなかった時期には、月曜と水 - 金曜であってもTBCはHBCとの局間ネットに振り替えて対応しており、STV発で裏送りを行うことはなかった。また楽天主催デーゲームもTBCがNRNラインの曜日はHBCとの局間ネットを行う場合に限り、JRNラインで中継する。なお、平日デーゲーム中継を再開した2015年は5月6日のデーゲームをTBCへネットした。
- 2011年4月22日の「楽天対日本ハム」は神戸での開催だったため、特例でABCが、TBCとSTVラジオの2局へ裏送りした（TBCが保有する楽天主催の中継権をABCが行使したため）。当初は中立実況だったが、TBCは21:55で中継打ち切りとしていたことから、21:55以降はSTV単独放送となり日本ハム視点の応援実況にシフトしていた。4月23日と24日はABC制作のNRN全国中継（オリックス主催試合に準じた形の裏送り。QRはレーティングのため乗り込み自社制作。ABCは通常番組を放送）として放送した。
- 2011年8月5日～8日の「楽天対日本ハム」は5日&8日はTBCがNRNラインをとるためTBCからのネット受けで放送。しかし、6日＆7日はTBCがHBCと局間ネットでの放送となるためとなるためSTVでの放送はなかった。HBCが自社制作を行わなかったため昨年のRCCのようにTBCはNRNラインをとることはなかった。
- 2015年8月15・16日の同カードは土・日開催ながらHBCが仙台への乗り込みを行ったため、TBCの自社向け本番をQR-NRN予備扱いでネット受けした。なお、TBCは別途LF-MBS向けの予備実況もスタンバイしていた。
  - TBCはナイターで屋内球場より前位の予備カードとなった場合や、全て屋外開催の場合はLF（火曜）/QR（土・日曜）-NRN向けの裏送り予備配置・素材収録を行っているが、経費と要員の関係もあり、予備順位が屋内球場より後位となって予備から昇格する可能性が薄い場合は、予備順位を最後位にした上でデーゲーム同様HBC（火曜はJRN・土・日曜の一部はLF-MBS予備）向けをQR-NRN用報道素材として共用することがあった。なお、STVが日本ハム戦の裏送りネット受けを再開した2013年以降は、在京局や在阪局での放送頻度が少ない対ヤクルト・DeNA・西武・ロッテ・オリックス戦がその対象となることが多い。
- 2015年5月20日の同カードは花火大会開催予定があるため16時開始の薄暮デーゲームとして組まれたが、日本ハム戦のビジターでのデーゲームを原則放送しないルールに従い、このゲームは放送せず、18時よりMBS制作の「阪神対巨人」を放送した（なおこの日TBCラジオは本来ならNRNラインなのでSTVとのネットになるが、特例としてHBCにネットし、裏送りは放送されなかった）。しかし、同じ組み合わせ・球場での薄暮デーゲームとして同8月16日（17時開始）に行われた試合については放送されている上、前述の通り日曜開催ながらHBCが自社制作を行ったため裏送りは制作されず、TBCのネット受けとなった。

- 楽天主催試合については、文化放送・ニッポン放送・ABC・MBSにネットされた場合、初期にはこれらの局におけるradikoでの配信ができなかった。

- HBCが聴取率調査週間の土・日曜ナイターで「ファイターズ熱烈応援実況」として地元に特化した中継を実施する場合に、HBCがTBC向けの裏送りを実施するか、TBCがSTVラジオからのNRNネットに切り替えるかは、2011年現在実績がないため未定[29]。

- 日本ハム戦の放送がない場合、通常ならば全国放送カードをネットするが、水 - 金曜において稀にTBCから日本ハムの関与しない楽天主催試合のネット受けを行うことがある。

### ソフトバンク戦
- 九州朝日放送（KBCラジオ、『ホークスナイター』）

NRN単独局同士で常時局間ネットが組めることから、ビジターゲームの中では放送機会が多く設定されている。日本ハム主催がデーゲームとなりSTVで放送されない場合は、STV制作でKBC向けの裏送りを実施していたが、解説者のみKBC側から派遣されることがあった。2015年度のみ平日デーゲームの日本ハム主催分や、2009年までの数年間の日曜デーゲームはSTVでも放送されたため、その際はネット受けの対応となっていた。2017年からは原則ネット受けとなる。ただし、2018年シーズンまでは日曜デーゲーム時間帯に中央競馬のメインレース中継（毎日放送『GOGO競馬サンデー!』のネット）があった関係で、その時間帯は中断となった。特にGI開催日においては15時台は試合進行中であっても1時間の拡大放送とするため、16時の中断明けに試合終了となる試合もまれにあり、その場合録音ダイジェストを配信することがあった。
2006年から2011年まで、水曜に当該カードが開催される場合、長崎放送（NBC）・熊本放送（RKK）・大分放送（OBS、2011年以降除く）にもネットしていた。ただし、2012年からこの対戦がNBCとRKKへネットされるのはソフトバンク主催のみとなった。
日本ハム戦の放送がない場合、通常ならば全国放送カードをネットするが、稀にKBCから日本ハムの関与しないソフトバンク主催試合のネット受けを行うことがある。逆にKBCはソフトバンク戦が雨天中止となった場合は全国放送カードをネットしていたが、2019年は水曜の一部対戦カード（NBCとRKKへネットする中継）を除いて本番組の日本ハム戦を最上位予備として優先するようになった。

2023年以降はKBCが土日のビジターゲーム中継を休止しているため、日本ハム主催試合のKBCへの裏送りは平日デーゲームと月曜ナイターのみとなり、土日は素材収録のみになった。

### オリックス・阪神戦
- 朝日放送→朝日放送ラジオ（ABCラジオ、『ABCフレッシュアップベースボール』）：月・金、ナイターのみ土・日
- 毎日放送→MBSラジオ（『ベースボールパーク』）：火 - 木、デーゲームのみ土・日

日本ハム主催試合の場合、オリックス戦は全国放送にならない限り上記2局での放送はなく、交流戦の対阪神戦では上記2局が北海道にスタッフを派遣して関西向けに自社制作を行うため、どちらにしてもSTV単独放送となり、相手側のリポーターも全国放送にならない限り配置されない事が多いが、2012年の土曜ナイター（対阪神戦）ではABCのアナウンサーが乗り込み自社制作分（STV協力）と兼務する形で担当した。なお、「日本ハム対阪神」では、STVが上記2局に対する技術協力を実施する（どちらへ技術協力をするかは、両局での乗り込み有無や在道局の要員の都合などに応じて異なる。なお、同カードは2010年に土・日のデーゲーム、2012年に土曜のナイター・日曜のデーゲームで開催されたが、いずれもSTVがABC向けを担当。2009年以前はMBS向けに担当していた。2023年の金曜ナイターではHBCがABC向けを、STVがMBS向けを担当した）。
オリックス主催試合は前述の理由により、NRN全国放送カードにならない限りSTVでの放送は原則としてなかった。ただし、阪神戦がない日にNRNラインを取る局が、全国中継のネット受けとせず、オリックス対日本ハム戦を自社向け本番カードとする場合はSTVはネット受けした（2012年7月にMBS発で実例あり）。2013年からはナイターであれば上記2局制作の裏送りで放送する。
阪神主催試合では、HBCとは異なり上記2局の中継をそのままネット受けするが、両局が聴取率調査週間の時は、自局（関西ローカル）向けとNRN-STV向け裏送りの二重制作を行う場合がある（特にABCからネット受けの時。JRN-HBC向けの場合も同様）。
- 2010年9月28日の「オリックス対日本ハム」（京セラドーム大阪）は日本ハムの2010年シーズン最終戦の上、クライマックスシリーズ進出圏内の3位確定がかかっていたため、急遽MBSからの裏送り（MBS制作の「阪神対巨人」から変更）で中継した（この日は3位日本ハムと4位ロッテが揃って勝ったためCS進出にはならなかった上、ロッテが残り2戦も連勝して3位に逆転浮上したため、CS進出を阻まれた）。

- 2016年まで土曜日にオリックス対日本ハム戦のデーゲームと、阪神主催のナイターが行われ、後者がNRNナイター本番カードとなった場合は、同日に昼はHBCが、夜はSTVがABC制作中継を受ける事になる。なお土・日曜日に実施されたオリックス対日本ハム戦のデーゲームの資料音源は、原則としてMBSがSTVへ提供するが、HBCが乗り込み自社制作を実施し、かつMBSが要員の都合で素材収録できない場合は、HBCの素材がTBS R&C-JRN向けとなるため、ABCがLF/QR-NRN向けに別途素材録音の上提供することも想定される（2015年現在実例がない上、この場合はHBCの中継がABCの音源を兼ねる場合が多く、STV-LF/QR-NRN向けの音源が存在しないことも想定される）。なお、報道素材としては原則としてTBSラジオ/JRNには、TBSテレビ/JNNとの関係上MBS・ABCの両方が提供し、NRNについては、QRにはABCが、LFにはMBSが提供するため、ABC＝HBC＝QR/TBS R&C、MBS＝STV＝LF/TBS R&Cという変則形態となる。なお、2017年からの土・日のデーゲームについては、対オリックス戦はMBSからの裏送り。また、交流戦の対阪神戦の日曜デーゲームについては、HBCが原則自社制作する一方、STVはオリックス戦と同様にMBSからの裏送りで対応する[30]。

- 2007年まで土・日のNRNナイターの関西地区でのネットはラジオ大阪（OBC、『ビッグナイター』→『ドラマティックナイター』）が担当（基本的にOBCは全国放送対象の試合のみの放送であるため、オリックス・近鉄主催の日本ハム戦をOBCから裏送りした試合もあった）となっていたが、2008年・2009年はOBC撤退に伴い、名目上はMBS担当とした。ただ、MBSはLFとのネット関係を維持することにしたため、週末に日本ハム主催試合がMBSで放送されるときは、STV協力によるMBS・LF乗り込み制作のものしか放送されなかった。またMBS制作のNRNナイターとなる時（特に阪神戦がナイターで開催の場合）にはMBS-LF用に制作したものと、MBS裏出しによりQR経由でNRN各局用に制作したものの2系統（まれにLF・QR乗り込みも含め3・4系統）で放送されることがあったが、STVでは阪神対日本ハムに限り前者のネット受けを行い、それ以外のカード（日本ハム非関与の阪神戦など）では後者の裏送りを放送した[31]。
- 日本ハム戦の放送がない場合、通常ならば全国放送カードをネットするが、在阪局がオリックス戦を自社で放送している場合、稀にSTVもネット受けを行うことがある。
- 2014年のクライマックスシリーズは、当初デーゲーム開催のため放送予定がなかったが、台風により第3戦が10月14日（火曜）に順延となり、ナイター開催となったため、ABCからの裏送りで文化放送と共にネット受けする。本来火曜日であれば自社でも放送するMBSからのネット受けとなるところだが、ネットワークの縛りが緩いオフ編成であることや、HBCが乗り込み自社制作を実施すること、ABC裏送りの中継がQR-NRN扱いとなっていること等も重なり、ABCからの裏送りネット受けとなった。

### 中日戦
- 東海ラジオ（SF、『ガッツナイター』）

両局ともにNRN単独のため、常時局間ネットが組める。
- SFは中日ビジターゲームの場合、アナウンサーを1名派遣するが、日本ハム主催がデーゲームとなった場合のSTV制作・SF向けの裏送りではSFアナウンサーが実況を担当することがある（解説者とリポーターはSTV側のメンバーが担当）。局間ネットを含めSTVのアナウンサーが実況する場合、SFのアナウンサーは中日側リポートを担当する。2018年6月3日は日本ハム主催の自社制作でSFとの2局ネットを実施したが、ビジター側のSFの村上和宏が実況を務めた（解説：高木豊・リポート：伊藤英一郎）[32]。

- 札幌ドームでの日本シリーズは2006年第3戦でSFと局間ネットを組んでいるが、それ以外は全てSFが乗り込みで自社制作している（STVが技術協力）。

- SFではCBCラジオとの中継本数バランス調整[33]の関係で巨人対中日戦の土・日曜デーゲームが放送できない時に、裏カードのNRN系列局制作中継を放送しているが、日本ハム主催試合がその対象となった場合、2021年以降STVがデーゲームと月・土・日曜ナイターの中継を休止していることから、KBCへの裏送りが行われるソフトバンク戦では当該中継をネット受けできるが、それ以外のカードでSTVがSF向けの裏送りを行うか、HBC（対楽天戦はTBCも）との変則ネットを組むかは未定。

### 広島戦
- 中国放送（RCCラジオ、『Veryカープ!RCCカープナイター』）

RCCがNRNラインを取る水 - 金曜に局間ネットでの放送を行う。火曜と月・土・日の一部はRCCがJRNラインとなるため（土・日は2010年以降番組販売扱い）、日本ハム主催試合はSTV単独放送。広島主催試合はNRN全国放送カード（月・土・日の一部を除きRCC発裏送り）にならない限り、原則として放送はなかったが、JRNが全国放送を行わない月・土・日は、HBCが広島への乗り込み自社制作を行った場合など、JRN各局がRCC発の中継をネットする予定がない場合に限り局間ネットでの放送が可能であった。実例として、2010年5月15日（土）に「広島対日本ハム」がナイターとして行われた際には、JRN担当であるHBCがRCC協力で自社制作したことに加え、STVへの中継機会確保のためか、NRNラインでSTVとの局間ネットとなった。ただし、RCCの不手際により、NRN扱いのRCC-STVでJRNの速報チャイムが、JRN扱いのHBCでNRNの速報チャイムが使われた。2015年からはRCCが機材運用の関係上、土・日曜デーゲームはホームゲームの在京球団戦（実質JRN・NRN共用扱い）やJRN・NRNクロスネットのABCとの局間ネットに固定している対在阪球団戦、同じくクロスネットのTBCとの局間ネットとなる楽天戦を除いて、JRN系列局（日本ハム戦ではHBC）との局間ネットを優先し、ナイターはNRN（日本ハム戦ではSTV）に一本化している。
- ビジターゲームの自社制作を積極的に実施していた2007 - 2008年においても、このカードにおいては自社制作を行わず、2009 - 2012年同様にRCCがNRNラインとなった曜日での局間ネットのみであった。これはSTVラジオの親会社であるSTVテレビと在広局の関係が広島テレビ放送（HTV）中心のためで、RCCとはテレビ系列が異なることから[34]、JRN担当曜日のRCCの二重制作によるNRN向け予備実況を使った裏送り要請や、STVで自社制作を行うためのRCCへの技術協力要請等の日常的な関係が薄かったことが影響している。しかし、2013年の火曜ナイターについては、結果的には雨天中止になったが、RCCはJRNライン予備音源扱いの単独放送（HBCは自社制作）予定の一方、STVでもRCCからNRN予備音源扱いの裏送りで放送される予定が組まれていた[35]。翌年以降の火曜日の広島主催試合についても、JRNナイター全国配信廃止までRCCからの裏送りネット受けを継続していた。また、2017年以降は『MUSIC★J』をナイターオフ編成時を中心にRCCがネット受けしたり、同番組と『金曜ビート』（RCC制作のナイターオフ番組）との共同イベントを2018年3月に広島で開催するなど、野球中継以外でもRCCとSTVとの関係が強まっている。

  - HBCが聴取率調査週間の土・日曜ナイターで「ファイターズ熱烈応援実況」として地元に特化した中継を実施する場合に、HBCがRCC向けの裏送りを実施するか、RCCがSTVラジオからのNRNネットに切り替えるかは、RCCがナイターについてJRNを優先していた2010 - 2014年の間に実績がなかった[29][36]。
  - 2018年からはJRNナイターの廃止に伴い、RCCでは火曜も広島主催の対日本ハム戦（2018年は6月5日（火曜） - 7日（木曜））についてHBC-JRN向け（JRN系列局向け予備カード兼用）を裏送りとして、STV-NRN予備向けを本線とした（3日間とも在道局の自社乗り込みはラジオでは実施せず）予定が組まれ、6月5日（火曜）開催が雨天中止となり、振替開催となった18日（月曜）についてもSTV向けを本線としてHBC向けを裏送りとした。STVラジオがデーゲームおよび週末の中継体制を縮小した2021年も同様に火 - 木曜の開催だが、6月5日（木曜日）がノーゲームとなり、振替開催日は16日（水曜）のため、STV向けが本線となり、11 - 13日に屋外球場で開催の「ロッテ vs 巨人」（ZOZOマリンスタジアム）および「楽天 vs 阪神」および（楽天生命パーク宮城）も順延振替とならなかったため、NRN全国ネット本番となった（HBC向けもRCCが別制作し、ABCにもネットした。LFは聴取率調査週間のため別途自社制作を行った）。
- STVラジオがデーゲームと週末および月曜のナイターの放送を、ヤクルト主催の日本ハム戦と日本ハム主催土曜ナイターのNRN本番カード時以外原則取りやめた2021年以降、週末・月曜およびデーゲームで広島と日本ハムの対戦が組まれた実績がないため、STVとのネットを優先するナイター時に日本ハム主催の広島戦で予備順位によりSTVが裏送り（土曜NRN本番時はSTV＝RCC＝KRYの局間ネット）を行うか、HBC＝RCCの非NRNネットに組み替えるかや、広島主催の日本ハム戦でRCCが自社およびNRN（ネット局は実質的に土曜日の山口放送〈KRYエキサイトナイター〉と、土・日曜のロッテおよび楽天主催阪神戦が雨天中止時のABCのみ）向けとHBC（編成によってはLFも）向けを二重制作するか、RCC＝KRY＝HBC（予備昇格や編成によりABCおよびLFも）の変則NRNネットに組み替えるかは未定。

### その他地方局制作
- 静岡放送（SBSラジオ、『SBSビッグナイター』）

静岡県で開催される日本ハム戦（ホーム・ビジター不問）をSBSが制作することがある。この時、SBSがNRNラインを取る水 - 金曜において、ホームチームの地元局に代わってNRNの本番・予備カード扱いとなった場合、SBSからのネット受けとなる。ただし、日本ハム主催の場合は解説者のみSTVから派遣される場合がある。最近では2016年4月1日の日本ハム対ソフトバンク戦が該当（SBS・STV・KBCの3局ネット）。なお、月・火・土・日曜についてはSBSがJRNラインの扱いとなるため、STVを含むNRN向けはホームチームの地元局が静岡に乗り込んで制作するのが基本であるが、どうしても該当局からアナウンサーを派遣できない場合には、SBS発によるNRN向け裏送りが行われる。最近では2017年4月18日の日本ハム対オリックス戦（STVは解説者のみ派遣）が該当。

### NRN全国ネット、または他局発ネットを受ける場合のイレギュラー対応について

#### RFラジオ日本とのネット
『アタックナイター』が巨人戦中心の放送だった2003年以前は、STVテレビのキー局である日テレの子会社RFラジオ日本（『ジャイアンツナイター』）ともネット関係があった。STVでは火曜日・土曜日・日曜日の東京ドーム巨人主催試合を中心に放送されたほか、2007年（平成19年）10月2日の巨人リーグ優勝決定試合は途中飛び乗りでネット受けした。この関係で、ラジオ日本からネット受けした巨人戦が早く終了した時は、JRN系列局（TBSラジオ・CBCラジオ・ABCラジオ・RCCラジオ）が巨人戦放送権の見返りにラジオ日本向けに制作した予備カードが放送されることも稀にあった。
また、2000年まで（2002年含む）札幌円山球場などで開催された巨人の北海道シリーズは、日本テレビ系列の解説者（主に相手側の系列局、例えば対広島戦の場合は広島テレビの解説者）を招き、ラジオ日本との2局ネット（円山末期は各ローカル自主制作）で放送された（ニッポン放送向けも技術協力）。HBCはJRNに技術協力の上でネットしていた（対広島戦の場合、RCCラジオは水・木・金曜でもJRNネットに変更）。札幌ドーム完成後のナイターはニッポン放送制作となった（これ以降RCCは原則通り水・木・金曜をNRNネット化）が、リポーターは送り込んでいた。

#### ニッポン放送発火曜日のNRN全国中継試合
火曜日に日本ハムのナイターが組まれていない場合は、対戦カードの組み合わせによりニッポン放送発NRN全国中継をLF-STVの2局ネットで放送することがある（NRN全国中継が関東球団同士の対戦や楽天（2017年までは広島も）が絡む試合で、SF・MBS・KBC・2018年以降のRCCが地元球団のカードをローカルで中継する場合）。そのため土・日のLF-MBSラインや月曜日の中継と同様、中継内で実況アナが両局の番組タイトルをコールすることも多い。また、「日本ハム対巨人」の試合が火曜日のNRN全国中継になった場合でかつLFが聴取率調査週間などで乗り込みの中継を行う場合はSTV単独放送になることもあったが（2015年6月が実例）、JRNナイターが廃止された2018年はプロ野球本拠地以外で唯一静岡放送（SBS）がNRNナイターのレギュラーネット局となった（ただし、SBSの火曜ナイターは2018年をもって終了）ことから、こうした事例は、静岡県でプロ野球公式戦が開催された際のSBSによる当該試合の自社制作（サッカーJリーグ・ジュビロ磐田または清水エスパルスの試合の自社制作の場合も想定された）と、その他NRNナイターネット局の地元球団のカードと、LFの独自編成が重なった場合に限られることになった。
なお、NRN全国中継本番カードとして日本ハムビジターゲームを制作する局やNRNキー局（LF・QR）が、該当日に野球中継以外の番組（開局記念特番や、LFがサッカー中継『Jリーグ RADIO』に切り替える時）の放送となった場合は、制作局の本番カードとなった場合に準じる扱いのため、当然ネット受けする。2011年現在、プロ野球本拠地球団所在地域以外のNRNフルネット局（IBS・CRT・KBS・ROK）が火曜日にナイター中継を編成していないため、LFでの火曜日がこの事例に該当し、かつ他のNRNナイターネット局が地元球団の試合を優先した際に、楽天主催の対日本ハム戦がNRN本番カードとなった場合はTBCの裏送りによるSTV単独放送となる（この場合は北海道向けという強調は行わない）。

#### 週末のLF-MBSネットへの対応
土・日曜にニッポン放送・MBSラジオが日本ハム主催試合を中継カード（予備待機も含む）とする場合、2009年まではSTVラジオの技術協力により自社制作での中継となっていたが、2010年から制作費削減のためか、STVラジオへ制作を委託することになった。ただしSTVラジオはQR-NRNネットを優先するため、LF向けには裏送りとして放送する。ただし予備カードに限り、STVラジオが要員の都合で二重制作待機対応を取れない場合に、HBCがNRN加盟社として自局の中継をLF向け予備中継兼用とすることもある。なお、デーゲームについては例外があり、MBSでの「日本ハム vs 阪神」の中継において、裏番組となるABCでの中継がビジター乗り込みでの自社制作となる場合は、MBS向けをHBCラジオに制作を委託する場合がある。この場合、ABCでの中継がSTVラジオ技術協力となり、事実上NRN扱いとなるが、ABCのNRNキー局への素材配信対象がQRのみでLF向けはMBSの担当だったためか、STVラジオも別途自社で素材収録を行っていた。
なお、2017年度を以ってのTBSラジオのプロ野球中継撤退の影響で、2018年度以降はオールスターゲームや日本ハムが関与するカードでニッポン放送とHBCラジオが局間ネットするケースが見られるようになったため、STVにおける土・日のネット関係はQR-NRNのみに事実上絞り込まれている。

#### ポストシーズンゲームの対応
2009年まではクライマックスシリーズも、日本ハムが出場したクライマックス・パに限らず、それと重ならない範囲のクライマックス・セもNRN各局（関東地区は曜日に関係なくニッポン放送制作）からのネット受けで放送していた。2007年は第1・第2ステージ双方を、2008年・2009年は第2ステージをネットした。2010年以降、クライマックス・セの放送は取りやめた。日本ハムがクライマックス進出を逸した2010・2013・2017・2019 - 2023年は両方とも放送しなかった。
SMBC日本シリーズにおいては、2017年までは西暦偶数年はLFが1・3・5・7戦、QRが2・4・6戦のNRN担当となっていた（西暦奇数年は担当試合入れ替わり）。両局ともNRN担当でない試合はSTV協力による自社制作を行うが、LFはNRN担当試合でも関東ローカル向け自社制作を行うため、札幌ドームでの日本シリーズにおいてSTVとの局間ネットの実績はない。QRはNRN担当日である2006年の第4戦、2007年の第1戦、2009年の第1戦、2012年の第4戦、2016年の第4戦で局間ネットを組んでいる（QRにネットする試合は場合によってはSTV解説者とQR解説者のダブル解説になる）。なお、LF・QR以外のNRN系列局にはSTV制作中継が配信された。2019年からセ・リーグ本拠地での試合はLF担当、パ・リーグ本拠地での試合はQR担当と整理されたため、今後日本ハムが出場した年は本拠地での試合をQRへ送り、セ・リーグの関東主管試合はLFからのネット受けに統一される。

一方で、2018年以降日本ハムが出場できなければSTVでは放送無しとなる。特に2019年は史上初めてCS、日本シリーズ共に一切放送しなかった。それ以降は同様の対応となった。。

#### その他のイレギュラー対応
- 2003年11月に札幌ドームで開かれた第22回アジア野球選手権大会兼アテネ五輪アジア最終予選は、STV技術協力ニッポン放送制作で全3試合を中継。

- 日本ハムが出場した2006年のアジアシリーズについては決勝戦のみLFからネット受けで放送したが、リポーターはSTVから派遣した。

### 日本ハム戦雨天中止時の対応
2007年から日本ハム戦が雨天中止の場合などは、18:15頃までスタジオと放送席を中継で結び日本ハム情報を伝え、その後予備カードに飛び乗り、2008年から2016年までは、土日の日本ハム戦以外のナイター中継は21:30で放送を打ち切る。
日曜日・月曜日の日本ハム戦ナイターが雨天中止となった場合、2009年度までは予備カードの補充放送が行われた。ただし、2010年度以降、月曜日は予備カードの補充放送を行わず、通常番組をそのまま放送するようになり、日曜日は年度によって対応が異なっている（2010年度と2014年度は月曜日同様に予備カード補充なし。2011年・2013年と2015年以後は予備カードの補充を実施。2012年度は日曜日・月曜日の中継自体なし）。
土曜日についても2016年まではファイターズ戦のデーゲーム開催日は中継をしなかったため、この時のナイターは原則NRNナイター（文化放送制作）をネットして、本番カードが雨天中止・早終了の場合に備えた予備カード補充、または予備番組の放送は行われていたが、2017年からの全試合完全生中継実施に伴い、デーゲーム開催日のナイター・予備番組のネットは行わないことになり、日曜日同様にファイターズ戦がナイターであらかじめ行われ、かつ中止となった場合に限り予備カードの補充を行う（18時台の定時番組を17時台に繰り上げて放送する）。
試合が早く終了した際は、予備カードに飛び乗る場合がある。

### 予備番組
ファイターズ戦を含めてナイターで予定されていた試合が中止となって、予備カードの補充が行われない場合は2000年代以前であればNRNナイターの予備番組『ナイタースペシャル』を放送していた。
なお、土・日・月曜にファイターズ戦のナイターが組まれていない場合（日・月曜日はファイターズ戦のナイターが雨天などの天災により中止となった場合も）は基本的にナイター枠は休止扱いとなるため、自社制作の定時番組を放送する（2012年のみは日曜・月曜ともにファイターズ戦のナイターが行われた場合でも、基本的にナイター放送は無しだった）。
2013年から日曜日にファイターズ戦ナイターが組まれる場合は放送されることになったが、ファイターズ戦を含め放送予定カードが中止となった場合は定時番組の復活はせず、QR発のレインコート番組『SET UP!!』を裏送り出しで放送することになっていた。2014年は月曜同様、ファイターズ戦が中止となった場合には定時番組を復活させることになったが、前述のように2015年は2013年同様の「SET UP!!」を含めた予備補充を再開している。ただし、2017年のみは土曜日も含め、18:00以降開始の場合のみ予備補充を設定し、17:00開始の薄暮試合の場合はデーゲームと同様の措置を採っていた（後述）。

また、2014年からは、予備日程も含めて元からナイターの開催予定が組まれていない場合には、不定期にNRNナイターの予備番組はネットせず、自社制作の「渋谷もなみのぞっこん!ファイターズスペシャル」を放送するようになった。2015年も同様に「ぞっこん!ファイターズ The NEXT スペシャル」を編成する場合があった。2016年は原則としてNRNナイターの予備番組のネットが基本となったが、6月18日は「STVファイターズLIVEスペシャル」と題して、ファイターズ情報、「LIVE HOKKAIDO in ドキドキFOODパーク」の公開収録、「藤井孝太郎のログイン!よる☆PA」の特番から構成されるコンプレックス番組を放送した。また、6月23日はマッスルファイターズの特番を放送した。2017年は「GO!GO!ファイターズ」の特番のほか、前期ナイターオフ期間にレギュラー放送された「MUSIC★J」の特別版を放送することがあった。2018年は「MUSIC★J」の特別版にほぼ固定され、放送時には中国放送にもネットされている。
2017年からの土・日デーゲーム（2017年度のみ17:00開始の薄暮試合を含む）が中止となった場合は、この番組をコーナーとして内包する『GO!GO!サタデー』や『喜瀬ひろしの楽楽日ようび』（2018年度は『GO!GO!サンデー』）のスタジオパートを続行するが、中継予定時刻から3時間程度は本番組のスタジオバージョン扱いとされ、本番組のスポンサーが協賛する。

2019年度はあらかじめファイターズ戦のナイターが組まれていない平日について他カードが組まれていても放送せず『MUSIC★J』の特別版を放送することになった。この場合、『MUSIC★J』が放送されている間は、『スーパーLIVE』は中断となり、お相手役である吉川のりおも一旦スタジオを離れる。
2020年度は予備カードの補充を全廃し、ファイターズ戦中止時には『MUSIC★J』（平日）、『GO!GO!サタデー』（土曜日）、『GO!GO!サンデー』（日曜日）をそれぞれ放送することになった。ただし、2020年10月17日（土曜デーゲーム）は「ロッテ vs 日本ハム」が中止となり、急遽予備カード補充を行い、九州朝日放送から「ソフトバンク vs 楽天」をネット受けした（『DeNA vs 巨人』と『阪神 vs ヤクルト』が中止となり第2予備から繰り上がったニッポン放送との3局ネット）。

## 試合終了後

### ナイトゲーム
22時までに試合が終了した場合は、先発のHBC（『ファイターズDEナイト!』）と同様の番組が設定されており、21時を起点にして試合終了に合わせて放送時間を調整し、22時まで放送する。試合終了が22時を超えた場合、21時台担当パーソナリティはマイクを引き取らず、ニッポン放送発のネット番組（『オールナイトニッポン MUSIC10』と 『オールナイトニッポンGOLD』）を途中から飛び乗る。
2017・2018年
『GO!GO!ファイターズ』を放送。2017年はしろっぷ・じゅんぺいと後藤沙織がパーソナリティに就任し、当番組のスタジオ担当を兼ねる形で日替わりで担当（ナイター非開催日など、2人同時担当の場合もある他、ナイター枠を含め4時間拡大放送にする日もある）。
2017年度のみ前年度同様21時から開始であったが、2018年からは従来の21時からの放送に加え、野球中継の前座枠として17時30分から57分の枠が設定されたため、事実上ファイターズLIVEを内包する形に変更。また、『スポーツ伝説』が『まるごと!エンタメ〜ション』に内包する形で21時50分から16時台に移動したため、22時台以降に野球中継が延長した場合は、中継終了後ニッポン放送発のネット番組を途中から飛び降りる形に変更となった。
2019・2020年
『GO!GO!ファイターズ』のパーソナリティを務めていた後藤がシーズン途中で「お休み」と称して降板してしまったため、2019・2020年度は吉川のりおを起用し『吉川のりお スーパーLIVE』と改題された。前番組同様17時30分から22時(月曜のナイター非開催日のみ17時55分から20時)の枠で設定されたため、当番組は事実上『スーパーLIVE』の一コーナーという形になり、試合終了後は原則として『スーパーLIVE』のお相手役である吉川がマイクを引き取って22時まで放送していた。
2021 - 2024年
前年まで17時30分から22時の枠で放送されていた『スーパーLIVE』は17:55までの前座枠のみの放送となり、後座番組は『リアルタイム!』（22:00まで）へ変更。2017年度までの体制に戻る形となる。野球の結果以外の一般ニュース等も扱う内容となった。
2024年度は日本ハムがクライマックスシリーズファイナルステージに進出したため、ファイナルステージの中継を行ったが、水曜から金曜のナイターとなる第1戦から第3戦までの中継終了後は『リアルタイム！』を編成せず、ナイターオフシーズン同様『MUSIC★J』（水・木）・『FRIDAY MUSIC★Attack』（金）を飛び乗る形で放送した。
2025年 -
2024年度シーズンまで放送していた『リアルタイム!』が同年で休止となり事実上終了。同年度は自社制作枠を設けず「ベストミュージックコレクション」シリーズ（かしわプロダクション制作）をネットする。また前座枠で放送されていた『スーパーLIVE』も終了し、代わって17時45分より『まるごとプラス』（月‐木）、『ノマドノプラス』（金）より直前情報をお送りする。

### デーゲーム
かつて行われていた土曜日・日曜日デーゲームの終了後はワイド番組の出演者がマイクを引き取り、スタジオパート第2部として通常通りの終了時間まで放送していた。また、試合途中で行われた競馬中継の結果と払戻金情報を試合終了後に放送した。

## 日本ハム戦中継・STVとHBCの違い
- 2009年の消化試合（10月7日 - ）中継はSTVはナイター中継のように18:00 - 21:00（延長あり）の枠で放送したが、HBCは平日のみ文化放送発の「ミュージックギフト〜音楽・地球号」を放送するため18:30 - 21:00（延長あり）の枠で放送し、完全中継は行わなかった。10月5・6日は優勝が決定する可能性があったためにミュージックギフトは放送せず、17:57 - 21:00の枠で放送。
- 2010年から2016年までは週末の長時間ワイド（『日高晤郎ショー』と『Yo!Hey!サンデー!』→『日曜楽楽生ワイド』）が優先され、デーゲームの中継が一旦無くなった。
  - 9月26日（日）対西武戦（15:00試合開始）の試合は「札幌ドーム最終戦」であることに加え、前日の結果次第ではパ・リーグの優勝決定試合になり得る（実際にその可能性が発生した）ためか、中継されることになった。放送時間は15:00 - 18:50（最大延長19:30、ただし17:00 - 17:40は通常番組のため中断）で、17:40からの第2部は文化放送（『ホームランナイター』、NRN全国ネット）も急遽ネット受けして放送した。本来、文化放送にて放送予定だった「ヤクルト対中日」は札幌ドームの試合の終了後からの放送となり、それまでの時間は東海ラジオとABCラジオへ裏送りした。万が一西武が勝利していた場合、同試合を全面裏送りとし、楽天対ソフトバンク（TBCパワフルベースボールをネット受け）に独自で差し替えることも予定されていた。
  - 2015年5月21日の「楽天対日本ハム」戦も、本来はTBCがNRNラインを取る日であるため、TBCとの同時放送となるが、イーグルス花火大会の開催の都合により16時開始の薄暮デーゲームとなったため、上記のビジター戦デーゲーム非放送の原則に伴い、この試合はSTVでは放送せず（19日[43]はTBCから裏送り、20日はTBCと同時放送した）、「阪神対巨人」戦をMBSラジオからネット受けした（なお「楽天対日本ハム戦」は、TBCは特例として本来木曜日は裏送りか、TBC協力の自社乗り込みとすべきHBCと2局ネットでの放送[43]を行ったが、試合時間が5時間37分、試合終了が21時40分を回り、かつTBCとHBCが当該カードの試合終了後に放送する予定になっていた「阪神対巨人戦」は「楽天対日本ハム戦」より40分以上早く試合が終わってしまっていたため、「阪神対巨人戦」へのリレー放送が中止となってしまい、「阪神対巨人戦」は道内ラジオ独占放送となった。ただし、「阪神対巨人戦」は毎日放送制作のテレビ全国中継も実施されたため、HBCテレビでも放送）。
- 日本シリーズ中継は、HBCは日本ハムが出場を逸した場合には放送しないことで移転以来一貫しているが、STVラジオは2017年までは日本ハムの出場如何に関係なく放送していた[44]。しかし、この場合も土曜デーゲームになった場合はSTVも放送できず、道内での放送はNHKラジオ（R1またはFM）の独占となる（土曜以外にデーゲームとなった場合の対応は不明）。また、日本ハムが出場する場合、HBCは全試合自社制作とするが、STVは札幌ドームでの試合が自社制作かつNRN全国担当、ビジターはネット受けで放送される。2018年からはSTVも、日本ハムが出場しない場合は放送しないことになった[45]（前述）。
- 札幌ドームでのベンチ情報アナウンサー紹介時は、3塁側が日本ハムのホームベンチであるが、1塁側→3塁側の順に紹介する（HBCとTBCは、ホームベンチである3塁側から紹介する）。
- 中立放送時の番組タイトルコールは、他局の番組タイトル→自局の番組タイトルとなる（ビジターゲームで中立放送時でも同様。HBCは自局の番組タイトル→他局の番組タイトルの順）。ただ、KBC制作の場合は島村俊治のときのみ順序が逆になる。
- ビジターゲームのベンチリポートはNRN全国放送扱いとなる場合を除きSTVからは派遣しない（HBCは2014年よりアナウンサーの都合がつく限りビジターにも派遣する）。

## 放送時間
【ナイトゲーム】
- 17:55 - 21:00
  - 雨傘番組を放送する場合は18:00からオープニング、CMを挿み18:03からキー局に飛び乗りとなる。
  - ロッテ戦では平日ナイターが18:15試合開始になることが多いが、その時は通常通り17:55からの放送となる。逆に17:45試合開始の場合も通常通り17:55からの放送となり、試合途中からの放送となる。なお、17:30試合開始の場合は17:25開始に繰り上げる。
  - 2011年8月27・28日の「西武vs日本ハム」（西武ドーム）は17:00プレーボールで、17:00から西武ドームに繋ぎ、1回表終了後に番組のタイトルコールとCMを流した。なお、2014年の17:00プレーボールとなるカードも同様の対応で行っている。
  - 土・日の日本ハム戦がデーゲーム（薄暮の場合は除く）である時は、2017年度からナイターの放送は行わず、定時番組を編成する。

【最大延長】※2018年度のもの
- 平日：基本的に24:00まで。
  - 22時以降延長の場合月〜木曜の『オールナイトニッポン MUSIC10』と 金曜の『オールナイトニッポンGOLD』は番組の途中から放送される。
- 月曜・土曜・日曜：日本ハム戦のナイトゲームは試合終了まで。
  - そのこともあり、土曜日はクッションはなく延長終了時点で後続番組のパーソナリティにより生コメントで中継終了の旨が報じられる。
  - 中継を延長した場合は以降の番組を短縮、または休止する。日曜については月曜未明3時台の『STVラジオミュージックコレクション』をクッション番組として機能させる。
  - 2019年度は前後の時間（17:30-17:55、21:00 - 22:00、ナイターのない月曜日のみ17:55 - 20:00）に『吉川のりお スーパーLIVE』を編成するため、事実上フロート番組となった。

【デーゲーム】
- 日本ハム戦のデーゲーム中継は平日・祝日（STVファイターズLIVEスペシャル）・土曜日・日曜日の試合開始10分前から試合終了まで放送。土曜日のデーゲーム開催日は『GO!GO!サタデー』（基本13:50 - 18:00）、日曜日のデーゲーム開催日は『GO!GO!サンデー』（基本13:50 - 17:30）[46]のワイド番組のコーナー扱いとして内包する。ただし試合開始時間によっては左記番組を短縮版とした扱いでの単独番組となる場合もある。
- 15時台は週末の競馬中継を最優先で放送と言う局の方針により、中継を一時中断して競馬を放送する[47]。
- 最大延長　基本的に土曜日は20:00、日曜日は20:00まで。
- かつての番組名は『STVラジオ　ファイターズスタジアム』
  - 2009年度までは原則日曜日のみの放送だったが、2010年度は原則として全曜日とも中継しない。ただし2010年度までは、土曜日のみ17:50以降も北海道でファイターズ戦が行われている場合（札幌ドームでの薄暮デーゲーム開催など）は途中から中継していた（2011年度以降は実施せず）。また、2010年9月26日（日本ハムvs西武）は15:00から（最大延長19:30、17:00 - 17:40は中断）、2013年6月9日（ヤクルトvs日本ハム）は14:57から（最大延長20:56）、それぞれ中継を実施。
以下は2009年の放送実績
  - 平日：試合開始5分前 - 16:00・17:00
  - 土曜日：17:50 - 試合終了まで放送（北海道で行われている試合で17:50以降も行われている場合のみ）
  - 日曜日：13:00試合開始の場合は12:55 - 17:00、14:00試合開始の場合は13:55 - 17:40（延長なし、ただし17:00を超えてもそのまま放送する場合あり。また17:40以降も試合が続いていると放送される場合がある。）
  - 2013年のデーゲーム中継は「STVアタックナイタースペシャル ぞっこん!ファイターズ中継」として放送（前述のヤクルトvs日本ハムのみ）。
  - 放送時間は14:57 - 18:00、延長枠は21:00まで設定された。
  - 2015年のみは平日の日本ハム主催試合に限り、デーゲーム中継を行っていたが、2016年は実施しない（再びヤクルトvs日本ハムのみに戻る）。
  - 2015年のデーゲーム中継は試合終了まで放送。18:00以降も続く場合は、平日のみNRN全国中継のネット受けをデーゲーム終了後からとした。ただし、編成上はデーゲームの番組枠としては17:57までとし、ナイター中継枠本編で中継の続きを行う形態となっていた。

## 解説者
●印の解説者は、STVテレビの中継も兼任。

### 現在
- 千藤三樹男（2006年 - ）●
- 西崎幸広（2007年 - 。BCリーグ・武蔵ヒートベアーズ監督就任中も、監督業に支障のない範囲で出演していた）●
- 白井一幸（2008年 - 2010年、2012年 - 2013年、2018年 - テレビ東京他解説者・ジャニーズ事務所社外取締役兼）●
- 平野謙（2014年 - 。J SPORTS・テレ玉解説者兼）2020年から● ※西武OBとして2019年8月24日放送の『テレ玉40周年記念ウィーク』としてスペシャルゲストとして出演したが、2020年からはテレ玉の解説者にて本数契約として出演する。
- 高木豊（2017年 - 。フジテレビ解説者兼）※2019年から●
- 阿井英二郎（2025年 - ）
- 新垣勇人（2025年 - 。HBCラジオ解説者兼）

### 過去
- 森範行（2003年。現・北海道日本ハムファイターズ北海道担当スカウト）
- 白井康勝（2003年。現・北海道日本ハムファイターズNPB12球団ジュニアトーナメント監督）
- 大沢啓二（2004年 - 2010年。ただし、2010年は番組表に写真はあったが出演なし。ゲスト解説）●
- 広橋公寿（2004年）
- 光山英和（2004年 - 2010年、2014年 - 2015年。GAORA解説者兼。現・千葉ロッテマリーンズ統括コーチ） ●
- 駒田徳広（2006年 - 2008年。文化放送解説者。現・読売ジャイアンツ三軍監督）
- 阿波野秀幸（2007年 - 2011年。テレビ東京解説者兼。現・フジテレビ解説者）●
- 片岡篤史（2007年 - 2009年、2015年。フジテレビ、関西テレビ解説者兼）●
- 若菜嘉晴（2007年。J SPORTS解説者兼。現・福岡放送・スポーツライブ+解説者。主にビジターでのソフトバンク戦）
- 佐藤義則（2008年。現・在仙放送局・J SPORTS解説者とデイリースポーツ評論家）●
- 広瀬哲朗（北海道文化放送・GAORA解説者も兼務。2006年まではレギュラー。）●
- 大石知宜 ※2011年8月27日、28日にSTVラジオへ裏送りされる文化放送制作の「西武対日本ハム」に出演（当時文化放送を含めラジオでは解説をしておらず、西武球団制作中継の解説者だった）。
- 高橋雅裕（2009年 - 2010年、2012年。東北放送、J SPORTS解説者兼）※2012年は対楽天戦1試合のみの登場であるが、STVと直接契約か、東北放送からの派遣扱いの形態かは不明。
- 水上善雄（2010年 - 2013年。現・橘学苑硬式野球部監督）●
- 本間満（2011年 - 2012年。ソフトバンク球団制作中継解説者）※2011年は裏送りのみ。2012年は自社の中継も担当。主に対ソフトバンク戦。
- 金子誠（2015年。ゲスト解説。出演当時は日本ハムチーム統轄本部所属の特命コーチで、解説者としてはフリーのためHBCラジオの中継へも出演した。現：千葉ロッテマリーンズコーチ）
- 森本稀哲（2016年 - 2022年 。在札各局・GAORA・tvk・テレ玉・NHK北海道<本数契約>解説者兼。現・北海道日本ハムファイターズコーチ）● ※HBCラジオの中継に出演することもあった。
- 坪井智哉（2022年 - 2024年。サンテレビゲスト・HBCラジオ解説者兼、現・東京ヤクルトスワローズコーチ）
- 金村曉（2023年 - 2024年。北海道放送・MBSラジオ・GAORA解説者兼、現・阪神タイガースコーチ）

【備考】
- ビジターではゲスト解説者を招く場合もある。2007年はオリックス戦に村上隆行、ソフトバンク戦に定岡智秋が登場している。
- TBC解説者と兼任の解説者（駒田・高橋）はHBCがTBC制作の楽天VS日本ハム戦をネット（または裏送り）受けする時に、HBCのファイターズ戦中継に出演する場合もあった。

## 実況アナウンサー・リポーター
2021年以降の土・日曜日の中継、デーゲーム中継見送りの方針など、中継枠の減少に伴い2024年シーズン開幕時点での実況アナウンサーはわずか3名となっていた。さらにアナウンサーの異動や退社も相次いでいるといった事情もあり、同じアナウンサーが連続で実況したり、女性リポーターを参加させることで補っている。
- 岡崎和久
- 岡本博憲（2012年まで担当したが、アナウンス業務から一度退き、東京支社勤務や本社報道部を経て2024年7月にアナウンサーに復帰。7月30日の「日本ハム対オリックス」で復帰後初実況）
- 佐藤宏樹（2017年入社、2017年9月30日の「日本ハム対西武」のベンチレポートで初登場。2019年5月12日の「日本ハム対西武」で本放送初実況）[49]
- 木戸聡彦（2024年4月より、これまでの『どさんこワイド179』の担当からスポーツアナウンサーに転向。同年4月17日の「日本ハム対ソフトバンク」のベンチレポートで初登場。同年9月6日の「日本ハム対オリックス」で本放送初実況）

以下はベンチリポート専任
- 野見山大（2024年入社、2025年5月20日の「日本ハム対ソフトバンク」のベンチレポートで初登場）
- 佐々木美波（2024年4月より担当）
- 草野あずみ（フリー、2019年8月より担当。月曜日の『吉川のりお スーパーLIVE monday』のアシスタントパーソナリティ、GAORAリポーターを兼務）

【備考】
- STVはDAZN（2016年度まではスカパー!）の北海道コンサドーレ札幌ホームゲーム中継の制作を担当しており、コンサドーレとファイターズが同じ日にホームゲームを行う場合はそちらにもアナウンサー（実況・リポーター1人ずつ）が派遣される（年数回STVテレビ地上波でも中継される場合はそちらにも派遣）。もっとも両チームは2022年まで同じ札幌ドームを本拠地として共有していたため、同じ日にホームゲームを行うのは、コンサドーレがもう一つの本拠とする札幌厚別公園競技場（5月 - 10月の数試合[50]）で開催するか、ファイターズが地方開催[51]を行う場合に限られており、2023年のエスコンフィールドHOKKAIDO移転後にホームゲームが重なった場合もSTVラジオは土日のファイターズ戦中継を休止中のため、両チームにアナウンサーが派遣されるケースは水曜日・金曜日などの平日開催、あるいはSTVテレビが土日にファイターズ戦を中継する場合のみとなる。なお、2024年時点では本番組から外れた藤井と永井がサッカー中継に廻ることが多い。
- 岡崎は平日の『どさんこワイド』リポーター、佐藤は『どさんこワイド!!朝!』サブキャスター担当のため、同番組と被らない範囲で担当。

### 過去
- 石橋雄哉（日本ハムの北海道移転以前に担当）
- 岡田和樹（2020 - 2024年。2020年8月7日の「日本ハム対西武」のベンチレポートで初登場。2021年10月8日の「日本ハム対ロッテ」で本放送初実況、2025年3月末で退社のため離脱）
- 神谷誠（2011 - 2023年。2011年6月9日の「日本ハム対中日」のベンチレポートで初登場。同7月21日のフレッシュオールスターゲーム中継で7回の攻防を初実況。2012年3月7日のオープン戦vsロッテで本放送初フルイニング実況をした。2024年は木戸と入れ替わりの形で担当を外れ[48]、同年6月いっぱいでアナウンス業務からも離脱）
- 工藤聖太（2014 - 2023年。2014年3月28日の開幕戦「日本ハム対オリックス」のベンチレポートで初登場。同7月17日のフレッシュオールスターゲーム中継で初実況。2014年8月22日の「日本ハム対西武」で本放送初フルイニング実況をした。2023年12月末で退社のため離脱）
- 小出朗（2012 - 2021年。2012年5月1日の「日本ハム対ソフトバンク」のベンチレポートで初登場。2013年4月16日の「日本ハム対ロッテ」で本放送初実況。『どさんこワイド!!朝!』メインキャスター担当だった頃は出演機会を減らしていた。2021年9月末で退社後に、FIRST AGENT（旧生島企画室）所属のフリーアナウンサーとして「小出アキラ」名義で活動）
- 小林裕幸（日本ハムの北海道移転以前に担当）
- 永井公彦（2019年まで担当した後に事実上離脱したが、タイムテーブルなどには2021年まで氏名が記載されていた。2023年は再度記載されたが実際に担当することはなく、同シーズン限りで再び削除された。以降もサッカー中継のピッチリポート担当は継続している）
- 萩原隆雄（2019年まで。2010年までは平日は『朝6生ワイド』担当のため、主に週末の試合を担当。2010年度は実況していない）
- 藤井孝太郎（2019年まで。2011年7月15日に本放送初実況。『どさんこワイド!!朝!』メインキャスター担当に就任した2020年シーズンはタイムテーブルから氏名が削除されている。野球実況を退いて以降も、サッカーの実況担当は継続している）
- 宮永真幸（2012年まで。平日の『どさんこワイド』ニュースキャスター就任[52]のため事実上降板。公式サイトでは引き続き出演者として表記されていたが、2017年に削除された）
- 横井健一（2010年まで）
- 和久井薫（2012年から復帰。復帰初年度は裏送りやデーゲームの取材が主であったが、7月12日の「日本ハム対ロッテ」ではSTVの本放送の実況を担当。2013年からは公式サイトにも出演者として表記され、開幕戦の実況も担当した。2015年以降は、2017年5月21日にレポーターとして登場したのみ。）

以下はベンチリポート専任
- 青山千景（タレント、2009年まで）
- 伊藤英一郎（元テレビ北海道アナウンサー、2016 - 2019年。当初は裏送り中継を中心に人員不足の際に担当。全試合中継となった2017年以降は主に日曜のデーゲームを担当）
- 北本隆雄（2017年入社、2017年9月28日の「日本ハム対楽天」のベンチレポートを務めたが[49]、以降の出演実績はなし。）
- 高山幸代（2007年）
- 田村みなみ（フリー、2024年のみ。後枠の『リアルタイム!』のパーソナリティ兼務のため、本番組へはSTV本社からのリモート出演。2025年からは『リアルタイム!』が編成されず『北海道ライブ あさミミ!』へ異動）

## スタジオ担当

### 過去
- 石川晴恵（平日のみ）
- 加我たくや（平日のみ）
- 佐々木たくお（札幌スーパーギャグメッセンジャーズ）（土曜・日曜日のみ）
- 吉川のりお（『吉川のりお スーパーLIVE』MC 平日担当）
- 田村みなみ（『リアルタイム』担当）

【備考】
- 5回裏終了後、STV内スタジオより「ファイターズ讃歌」（上杉周大）をBGMに乗せ、途中経過をアナウンスして、続いて番組に寄せられた応援メッセージが読まれる。CMを挟まず6回表に入る。
- 自社制作の場合、試合終了後に実況アナウンサーが挨拶をした後、「ファイターズと共に」（TRIPLANE）をBGMに結果を伝えた後、放送時間が許す限りメッセージが読まれる。

## その他
- 2007年よりファイターズ戦のみ得点時にBGMを流すようになった。ローカル中継の場合は日本ハムの得点時のみ流している。相手側の局へネットしている場合は両チームとも流していたが、2008年は流していない。2009年以降、BGM自体を流していない。
- 2007年はイースタン・リーグのファイターズ戦を2試合中継している。
- 2007・08年にかけて、番組プレゼントとして『ファイターズユニフォーム型ラジオ』をプレゼントしていた。（名前のところに『STVラジオ』、背番号のところにSTVラジオ札幌局の周波数『1440』とかかれた。）
- 2009年まで、メッセージをおくったら抽選でファイターズ戦のチケットをプレゼントしていた。
- 2009年は、CM放送枠で、実況席から応援メッセージを募集したり、聴取率週間でのプレゼント企画の案内などを放送する場合がある。
- 2010年 - 2014年は基本的にデーゲーム中継は実施していないが、日本ハム主催試合については素材収録のため、裏送りの有無に関係無く球場に実況アナウンサーを配置している。この時の実況音声はニッポン放送の「ショウアップナイタープレイボール」「ショウアップナイターハイライト」で、文化放送では「ホームランナイター」内「今日のホームラン」のコーナーや『ズミスポ』で使用されることがあった。
  - 2010年、土曜デーゲームが17:50を超えたときは緊急中継に実施していたが、2011年はこの中継体制をやめる。
- 2011年度からはボールカウントのアナウンス方法をSBOからBSOに変更。
- 東日本大震災の影響で、2011年シーズン開幕当初からナイター速報のチャイム音を自粛していたが、6月11日から使用を再開している（STVラジオのほか、ニッポン放送・文化放送・東北放送の4局がこれに該当。それ以外の局も、該当試合がNRN全国中継になったり、先に挙げた4局へネットされる場合は自粛されていた）。
- 土曜・日曜の中継では、試合中に競馬中継が挿入されるが、放送されたレースの勝ち馬のゼッケンの番号をメールに書いて応募すると、抽選でファイターズ戦のチケットをプレゼントするキャンペーンを行っている。
- 2018年9月6日、北海道胆振東部地震が発生。直後から始まった報道特別番組（オハヨー!ほっかいどう参照）により終日編成変更となった。当番組でも日本ハムの中継がない代わりに「ヤクルト×中日」を中継予定であったが急きょ取りやめとして17:15 - 22:00で『STVラジオ 災害特別番組』を藤井孝太郎と後藤沙織で放送した[53]。また、翌7日も当初中継予定であった「楽天×日本ハム」が試合中止となったため、17:30 - 22:00で『STVラジオ 震災特別番組』[54]を放送した。